# Microsoft Bookshelf

Logo von Microsoft Bookshelf

Microsoft Bookshelf war eine Sammlung von Schreibhilfen für IBM-kompatible Computer, die vom Hersteller Microsoft auf einer CD-ROM herausgeben wurden. Das Produkt enthielt zahlreiche Nachschlagewerke wie Wörterbücher, Enzyklopädien und Zitatsammlungen und sollte die CD als seinerzeit neues Speichermedium für den Computer bewerben.

## Geschichte
Das Unternehmen Cytation wurde 1984 gegründet und war eines der ersten Unternehmen, das Anwendungen auf CD-ROM veröffentlichte. Im Januar 1986 wurde das Unternehmen von Microsoft aufgekauft, im selben Jahr wurde das neue Medium auf einer Konferenz offiziell vorgestellt. Im September 1987 wurde schließlich die erste Version von Microsoft Bookshelf für MS-DOS veröffentlicht. Das Programm wurde 1991 auf Windows portiert. Die letzte Version war Bookshelf 2000, danach wurde das Produkt eingestellt und durch Microsoft Encarta ersetzt.

## Inhalt
Das Produkt war in verschiedenen Sprachvarianten erhältlich, jeweils mit lokal angepasster Zusammenstellung.
Microsoft Bookshelf enthielt in der Version 1992 für die USA u. a. die folgenden Werke:
- Roget’s Thesaurus
- American Heritage Dictionary
- The World Almanac and Book of Facts
- Bartlett’s Familiar Quotations
- The Chicago Manual of Style
- ein Postleitzahlenbuch der Vereinigten Staaten von Amerika

Im Laufe der Zeit wurden einzelne Ausgaben der Bücher aktualisiert oder gegen völlig andere, modernere Werke ausgetauscht. Ab Mitte der 1990er Jahre, vor der Hochzeit der Suchmaschinen, war sogar ein Webverzeichnis als Hilfe für die Onlinerecherche enthalten.